# PSP-80
PSP-80 (Programowalny Sterownik Przemysłowy) – modułowy system mikrokomputerowy, pełniący rolę lokalnej stacji kontrolnej i sterującej procesami przemysłowymi. System stworzony został głównie dla potrzeb przemysłu górniczego i produkowany był przez Zakład Elektroniki Górniczej w Tychach.
Na bazie tego systemu można było budować:
- systemy nadzoru produkcji,
- kanały we-wy urządzeń,
- lokalne układy kontroli i sterowania węzłami technologicznymi,
- systemy przetwarzania danych,
- systemy laboratoryjne i eksperymentalne.

System budowany był w oparciu o moduły (pakiety):
- pakiet MS-80: stanowiący podstawowy moduł systemowy
  - procesor : MCY 7880 (odpowiednik 8080)
  - EPROM : 4 kB
  - RAM : 4 kB
  - 2 x RS232
  - 3 × 8 we-wy równoległych
  - 8 poziomów przerwań
- pakiety MP: pakiety pamięci w kilku standardowych konfiguracjach, max. 64 kB RAM
- pakiety MI (ang. interface module): pakiety we-wy specjalistycznych
- pakiet MA: pakiet analogowy
  - 32 wejścia prądowe 4-20 mA izolowane galwanicznie,
  - dokładność przetwarzania 1%
  - szybkość przetwarzania 20 μs
- pakiet MM (ang. multimodule): pakiet uniwersalny
  - EPROM : 8 kB
  - RAM : 64 kB
  - sterownik stacji dysków.

Oprogramowanie systemu było tworzone:
- za pomocą kompilatora skrośnego pracującego w zewnętrznym systemie
- za pomocą specjalistycznego systemu uruchomieniowego, np. RTDS-8
- za pomocą dostarczonego przemysłowego systemu czasu rzeczywistego wyposażonego w makroasembler i kompilator języka Pascal.